# شخص خیلی مهم

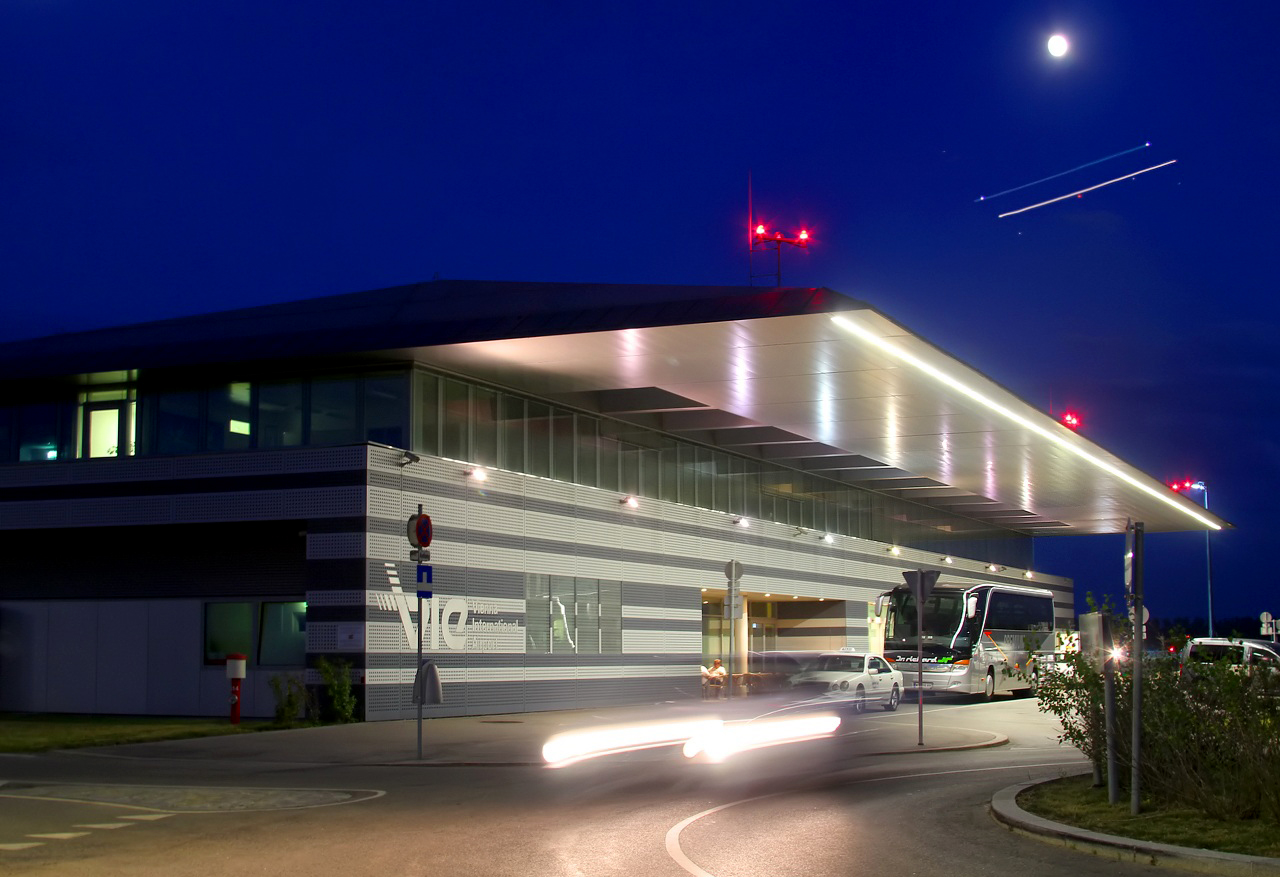
ترمینال وی‌آی‌پی در فرودگاه بین‌المللی وین که اغلب توسط افراد مشهور و مقامات عالی رتبه دولتی استفاده می‌شود.

شخص خیلی مهم (وی‌آی‌پی یا وی.آی.پی.) یا پرسوناژ شخصی است که به دلیل رتبه اجتماعی، موقعیت، نفوذ اجتماعی یا اهمیت بالای خود از امتیازات ویژه‌ای برخوردار است. این اصطلاح رایج نبود تا زمانی که توسط نیروی هوایی پادشاهی بریتانیا زمانی پس از جنگ جهانی دوم رایج شد. درمان ویژه معمولاً شامل جدایی از مردم عادی و سطح بالایی از راحتی یا خدمات است.
در برخی موارد، مانند بلیت‌ها، وی‌آی‌پی ممکن است به عنوان یک موضوع در روشی مشابه برای حق بیمه یا انحصاری استفاده شود. معمولاً در هواپیماها، بلیت‌های وی‌آی‌پی را هرکسی می‌تواند خریداری کند، اما همچنان به معنای جدایی از سایر مشتریان، بررسی‌های امنیتی شخصی و غیره است.
پایانه‌های وی‌آی‌پی فرودگاه‌ها ممکن است توسط وزاری امور خارجه، سفیران یا شخصیت‌های عالی رتبه دولتی استفاده شوند، مشروط بر اینکه آنها به طور رسمی توسط دولت کشور پذیرنده دعوت می‌شوند.
گاهی اوقات، همچنین از اصطلاح شخص بسیار بسیار مهم (وی‌وی‌آی‌پی یا وی.وی.آی.پی.) استفاده می‌شود، به ویژه برای اشاره به افراد وی‌آی‌پی با رتبه اجتماعی-اقتصادی بسیار بالا یا قدرت خرج کردن. همچنین از این اصطلاح زمانی استفاده می‌شود که کسی می‌تواند خدمات درمانی وی‌آی‌پی، برای تشخیص افراد با نیازهای بالا، خریداری کند. و وی.وی.وی.آی.پی. می‌تواند حتی سطح دیگری از انحصار را نشان دهد.